# Isola di Sant'Andrea (Rovigno)
L'isola di Sant'Andrea (in croato Sveti Andrija), dopo l'unione con Maschin conosciuta anche come isola Rossa (Crveni otok), è un isolotto della Croazia, situato lungo la costa occidentale dell'Istria, a sud del canale di Leme.
Amministrativamente appartiene alla città di Rovigno, nella regione istriana.

## Geografia
Sant'Andrea si trova a sudovest del porto di Rovigno (luka Rovinj) e a sud del promontorio di Montauro (Zlatni rt) e di punta Corrente (rt Kurent). Nel punto più ravvicinato dista 370 m dalla terraferma e poco più di 70 m da Maschin.
Sant'Andrea è un isolotto dalla forma allungata, con una piccola strozzatura al centro e orientato in direzione ovest-est, che misura 825 m di lunghezza e 275 m di larghezza massima. Ha una superficie di 0,144 km² e uno sviluppo costiero di 2,002 km. A est, raggiunge un'elevazione massima di 7,5 m s.l.m.
Un tempo unita alla vicina Maschin solo durante la bassa marea, oggi è connessa tramite una strada rialzata che argina il mare e crea le baie di Val dei Frati (Zapadna uvala) a ovest e di Val d'Austro (Istočna uvala) a est. Oggi l'isola è conosciuta per la sua ricca flora che conta più di 180 specie differenti, molte delle quali introdotte tra la fine del XIX secolo e l'inizio del XX.

### Isole adiacenti
- Scoglio di Montauro (Muntrav), piccolo scoglio situato a nord di Sant'Andrea.
- Scoglio del Samier (Samer), altro scoglio poco a sud del precedente.
- Maschin (Maškin), isolotto a sud di Sant'Andrea, collegato ad esso da una strada rialzata.
- Scoglio Piroso Grande (Veli Piruzi), isolotto a est di Sant'Andrea.
- Scoglio Piroso Piccolo (Mali Piruzi), scoglio gemello del precedente, situato poco più a nordovest.
- Astorga (Sturag), isolotto a sud di Maschin.
- San Giovanni (Sveti Ivan), isolotto a sud di Astorga con una forte strozzatura al centro.
- San Giovanni in Pelago (Sveti Ivan na Pučini), scoglio a sud di San Giovanni su cui si trova un faro.

## Storia
Si pensa che Sant'Andrea sia stata abitata fin dalla preistoria. Di epoca romana sono invece i resti delle mura visibili nelle acque circostanti.

È presumibile che l'edificazione della chiesa risalga all'epoca di Massimiano arcivescovo di Ravenna, cioè il VI secolo, mentre il monastero di Sant'Andrea venne fondato dai monaci benedettini nell'VIII secolo e l'isola fu chiamata Insula Serra. Successivamente, si trova menzione dell'isola e del monastero nell'858 e poi nel XIII secolo quando fu probabilmente abbandonata. Della chiesa pre-romanica costruita nel IX secolo rimane solo parte del duomo, incorporato nella villa residenziale del XIX secolo. Nel XX secolo, su questi stessi muri, sono state trovate tracce di affreschi di età carolingia.

Il monastero tornò a nuova vita con l'arrivo dei Francescani Osservanti nel XV secolo, fatto menzionato in una lettera tra l'abate Giovanni da Capestrano e papa Niccolò V del dicembre 1453.
Con l'occupazione dei Francesi di Napoleone nel 1809, il monastero fu confiscato e trasformato, prima in frantoio e poi in fabbrica di cemento e calce. L'isola fu infine venduta al barone Johann Georg von Hütterott nel 1890, il quale vi costruì dei parchi, importò numerose specie di piante e riconvertì il monastero in una villa residenziale, che divenne un rinomato luogo di villeggiatura nell'impero austro-ungarico.

Dopo la seconda guerra mondiale e il massacro della famiglia Hutterott da parte dei partigiani titini, l'isola iniziò un processo di privatizzazione che si concluse con la costruzione di un grande complesso alberghiero nel 1969. Ancora una volta le strutture esistenti, appartenute alla famiglia Hütterott, furono riconvertite per vari scopi. All'inizio del 1990, dopo un periodo di degrado, queste stesse strutture cambiarono ancora proprietario e subirono un altro processo di ristrutturazione e rinnovo dell'architettura e dell'ambiente.

Nel 2000 l'isola fu colpita da una violenta tempesta che sradicò una gran quantità di alberi e arbusti.

### Cartografia
- (HR) Mappa topografica della Croazia 1:25000, su preglednik.arkod.hr.